# Sclerurus guatemalensis
El tirahojas guatemalteco (Sclerurus guatemalensis) es una especie de ave paseriforme perteneciente al género Sclerurus de la familia Furnariidae.  Es nativo de América Central y Sudamérica noroccidental.

## Nombres comunes
Se le denomina también tirahojas barbiescamado (en Nicaragua), tirahojas cuelliescamado (en Honduras), tirahojas goliescamado (en Ecuador), hojarasquero oscuro (en México), raspahojas medialuna (en Colombia), tirahojas gorguiescamoso (en Panamá) o raspahojas oscuro.

## Distribución y hábitat
Se distribuye desde el sur de México, por Belice, Guatemala, Honduras, Nicaragua, Costa Rica, Panamá, norte y noroeste de Colombia, hasta el oeste de Ecuador.
Esta especie es considerada poco común en su hábitat natural, el suelo o cerca de él, en el interior de selvas húmedas de baja altitud, principalmente por debajo de los 800 m.

## Descripción
El tirahojas guatemalteco mide unos 18 cm de longitud. El plumaje de la mayor parte de su cuerpo es de color pardo uniforme, con la cola negruzca y el pecho ligeramente rojizo. Las plumas de su garganta son blancas con los bordes negros lo que le de un aspecto escamado o moteado. Su pico es relativamente largo, recto y negruzco. Ambos sexos tienen un aspecto similar.

## Sistemática

### Descripción original
La especie S. guatemalensis fue descrita por primera vez por el ornitólogo alemán Gustav Hartlaub en 1844 bajo el nombre científico Tinactor guatemalensis; sin localidad tipo definida, presumiblemente «Guatemala».

### Etimología
El nombre genérico masculino «Sclerurus» deriva del griego «sklēros»: rígido, y «oura»: cola; significando «de cola rígida»; y el nombre de la especie «guatemalensis», proviene del latín moderno: de Guatemala.

### Taxonomía
Esta especie es hermana de Sclerurus caudacutus. La definición de las subespecies se baseó substancialmente en variaciones individuales en las características. Todas las diferencias apuntadas pueden deberse a una combinación de variación clinal e individual, haciendo el reconocimiento de subespecies inapropiado. Las subespecies ennosiphyllus y salvini intergradan en el valle del Atrato (Colombia).

### Subespecies
Según la clasificación del Congreso Ornitológico Internacional (IOC) y Clements Checklist v.2018, se reconocen tres subespecies, con su correspondiente distribución geográfica:
- Sclerurus guatemalensis guatemalensis (Hartlaub, 1844) – sur de México (desde Veracruz) hacia el sur hasta el centro de Panamá (Colón).
- Sclerurus guatemalensis salvini Salvadori & Festa, 1899 – este de Panamá (provincia de Panamá hasta Darién), noroeste de Colombia (norte de Chocó) y oeste de Ecuador (Esmeraldas al sur hasta el suroeste de Manabí y oeste de Guayas).
- Sclerurus guatemalensis ennosiphyllus Wetmore, 1951 – norte de Colombia (Antioquia hacia el este hasta Bolívar).